# Tonalá, Jalisco
Tonalá là một đô thị thuộc bang Jalisco, México. Năm 2005, dân số của đô thị này là 408729 người.